# Martin Kießling

Siedlung der Reichsbahndirektion Osten in Frankfurt (Oder), 1925 (Foto von Hugo Schmölz)

Martin Kießling (* 28. April 1879 in Berlin; † 2. April 1944 ebenda; vollständiger Name: Johannes (Hanns) Martin Kießling) war ein deutscher Architekt und preußischer Baubeamter.

## Leben

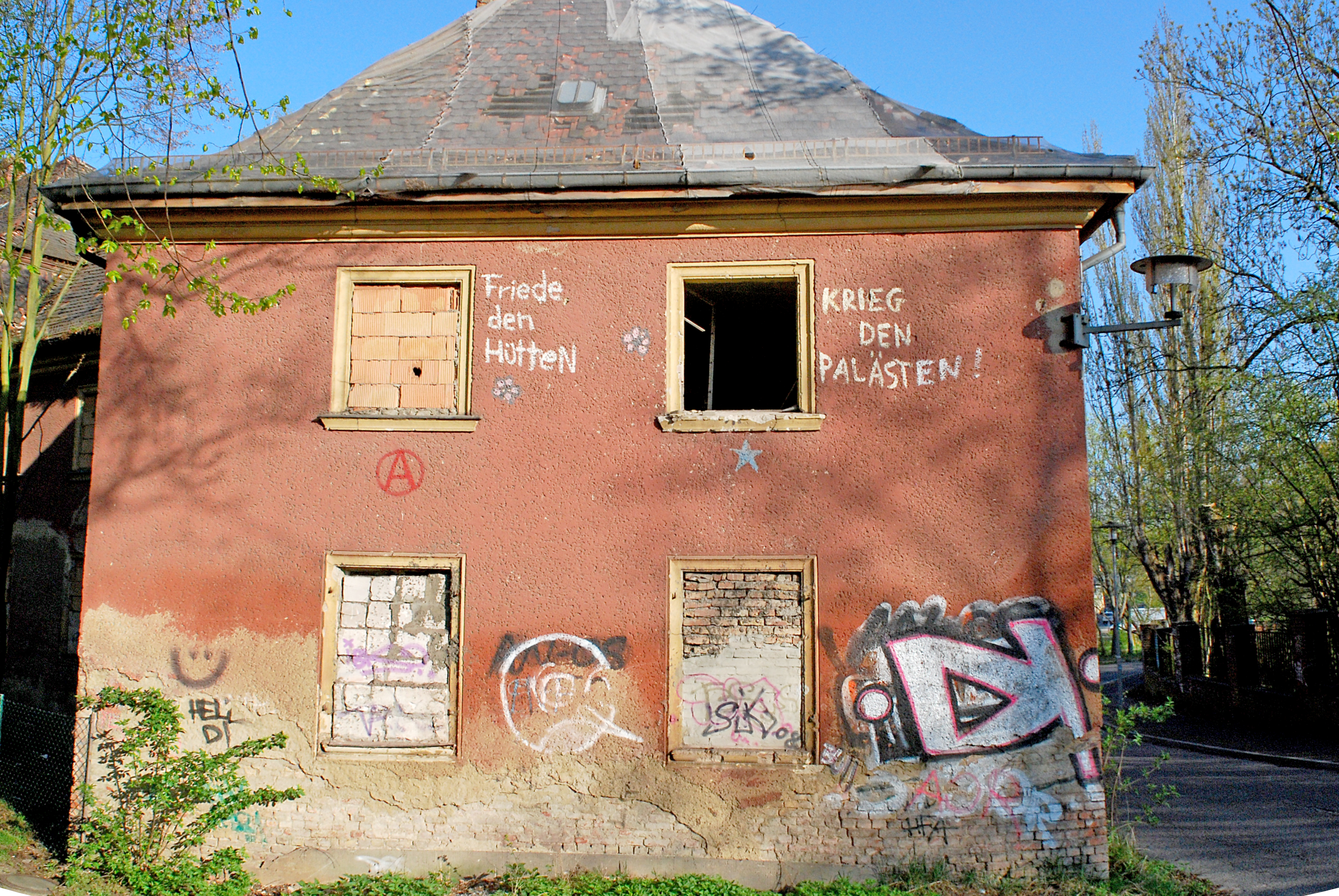
Seitenansicht des inzwischen sanierten Kießlinghauses in Frankfurt (Oder)

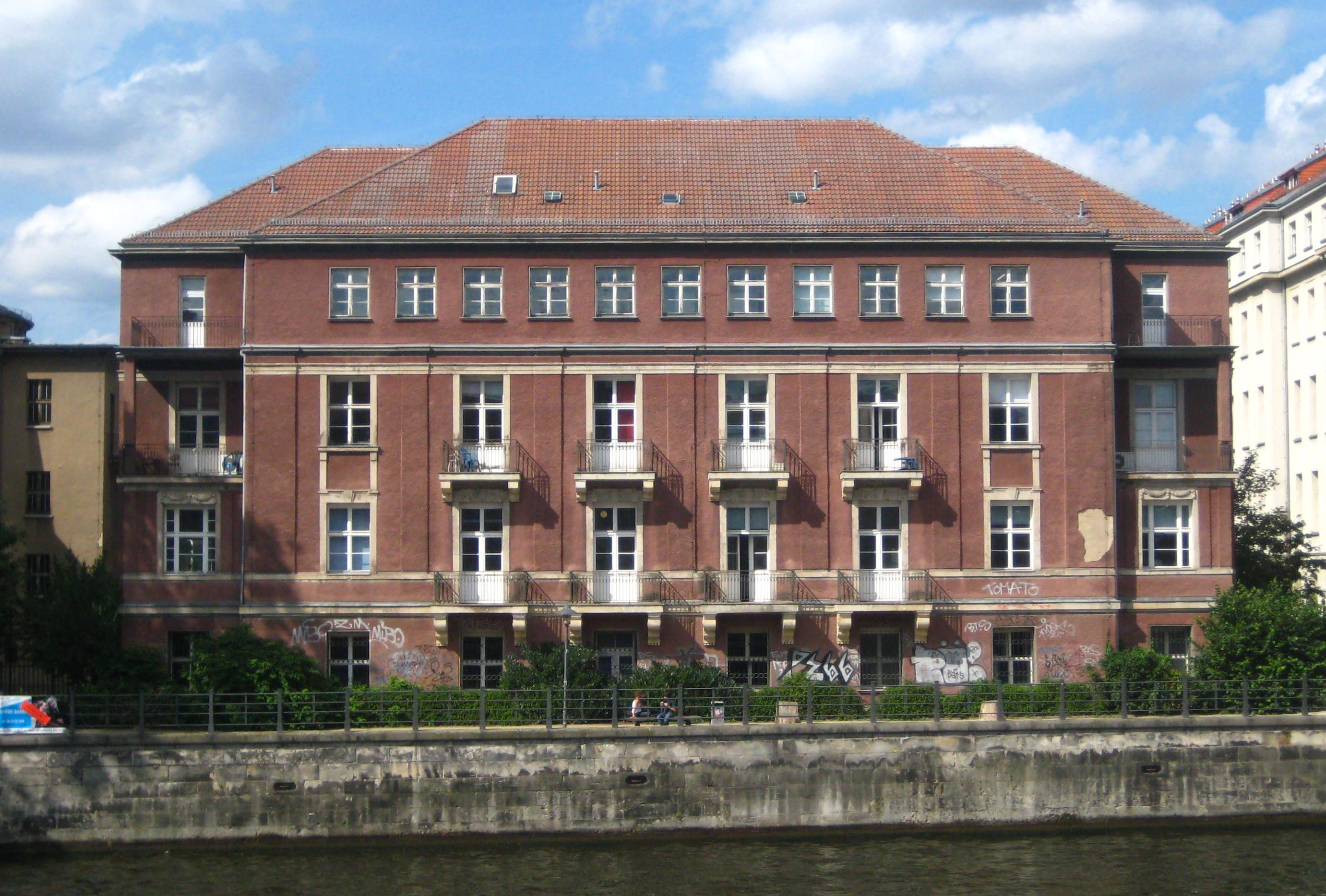
Universitäts-Frauenklinik Berlin (Umbau 1928–1933)

Martin Kießling war ein Sohn des Volksschullehrers (für Zeichnen und Musik) Theodor Kießling und dessen Ehefrau Marie Kießling geb. Becker. Er wuchs im Berliner Stadtteil Niederschönhausen auf und machte sein Abitur am Gymnasium zum Grauen Kloster. Es folgte ein Architekturstudium an der Technischen Hochschule (Berlin-)Charlottenburg. Kießlings Beitrag im Wettbewerb zum Schinkelpreis 1908 wurde für sein Staatsexamen akzeptiert. Ab 1908 war er als Regierungsbaumeister (Assessor in der öffentlichen Bauverwaltung) bei der preußischen Eisenbahndirektion Köln tätig und arbeitete mit Adolph Kayser unter der Leitung von Karl Biecker an den Planungen des Eisenbahndirektionsgebäudes in Köln. Im Ersten Weltkrieg war Kießling als Soldat in Baukompanien eingesetzt. Von August 1921 bis zum Sommer 1924 leitete er in Frankfurt (Oder) die umfangreichen Bauten der Reichsbahndirektion Osten, die aus den an Polen verlorenen Gebieten (Eisenbahndirektion Posen) nach Frankfurt verlegt wurde. Danach arbeitete er wieder bei der Reichsbahndirektion Köln, bis er im Februar 1927 – inzwischen im Dienstrang eines Reichsbahnoberrats – vom Staatsdienst beurlaubt wurde, um mit einem privatrechtlichen Dienstvertrag als Stadtbaurat die Hochbauverwaltung der Stadt Danzig neu zu organisieren. 1927 war Kießling auch der Erste Vorsitzende des Architekten- und Ingenieurvereins für den Niederrhein und Westfalen.
Bereits im Februar 1928 wurde er zum Ministerialdirektor in der Hochbauabteilung des preußischen Finanzministeriums in Berlin ernannt, er war mit seinem Amtsantritt am 16. März 1928 in dieser Funktion der ranghöchste preußische Baubeamte. Im Jahr 1930 verlieh ihm die Technische Hochschule Aachen die Ehrendoktorwürde (Dr.-Ing. E. h.) als „dem zielbewußten Neugestalter der preußischen Hochbauverwaltung, in Anerkennung der Tatkraft und des Weitblicks, vermöge derer diese weitverzweigte Behörde unter seiner Leitung an der Arbeit zeitgemäßer Formgestaltung verantwortungsbewußten und wesentlichen Anteil nimmt“.
Nach der Machtübernahme durch die Nationalsozialisten 1933 wurde Kritik an Kießlings jüngeren Bauten im Stil des Neuen Bauens laut, die im Widerspruch zur nationalsozialistischen Kulturideologie standen. Er wurde zum 1. Oktober 1933 in den Ruhestand versetzt.
Kießling heiratete im Jahr 1914 Elly Le Blanc (1879–1948) aus Opladen. Die gemeinsame, 1917 geborene Tochter Ruth war später mit dem Juristen Philipp Möhring (1900–1975) verheiratet.
Martin Kießling starb 1944 an Krebs. Sein Grab befindet sich auf dem Waldfriedhof Berlin-Dahlem.

## Werk

### Bauten und Entwürfe

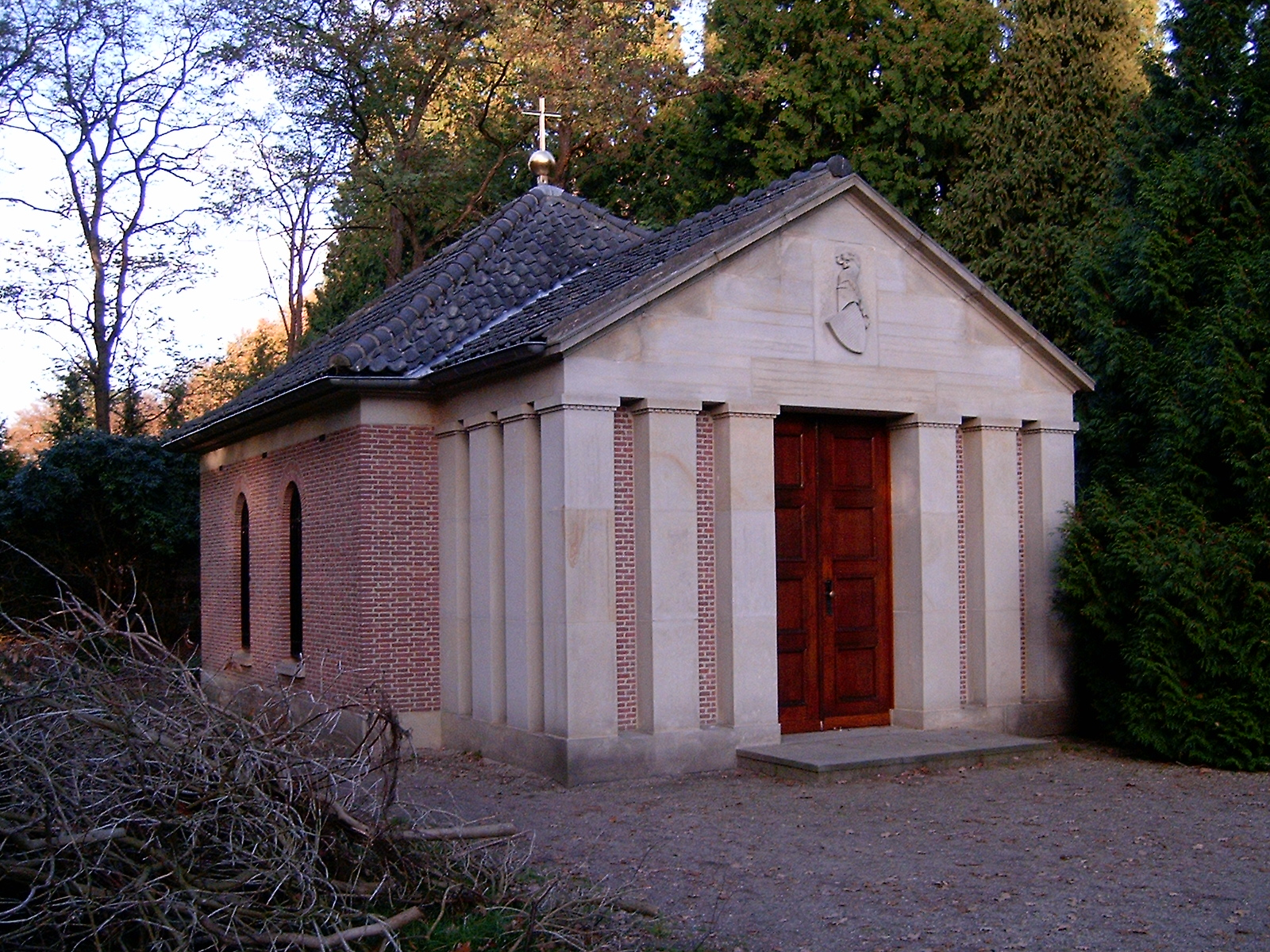
Mausoleum für Wilhelm II. bei Haus Doorn, 2007

- 1919–1928: Eisenbahnersiedlung Gremberghoven in Köln[9]
- 1920: Siedlung für den Spar- und Bauverein Jülich in Jülich[10]
- 1920–1922: Siedlung für die Gemeinnützige Baugenossenschaft Mödrath in Mödrath[11]
- 1921–1923: Siedlung Eintrachtstraße für die Neusser Wohnungsgesellschaft für Beamte und Privatangestellte eGmbH in Neuss (Zuschreibung)[12][13]
- 1922: Siedlung für die Reichsbahndirektion Köln in Kreuzberg (Ahr)[14]
- 1921–1925: Siedlungsbauten der Reichsbahndirektion Osten, sogenannte „Ostmarkbauten“, inklusive Siedlung Grüner Weg und Wohnsiedlung Paulinenhof, in Frankfurt (Oder)[15]
- 1922: Mehrfamilienhaus („Kießlinghaus“) Leipziger Straße in Frankfurt (Oder)
- 1923–1925: Siedlung für die Reichsbahndirektion Köln in Jünkerath[14]
- 1925: Wohnanlage für die Reichsbahnsiedlungs-Gesellschaft Köln in Aachen[16]
- 1925–1926: Wohnanlage für die Reichsbahnsiedlungs-Gesellschaft Köln in Koblenz[11]
- 1927: Mehrfamilienwohnhaus-Gruppe an der Weißenburger Straße in Aachen[17]
- 1927: Mehrfamilienwohnhaus-Gruppe an der Pfeilstraße in Aachen[17]
- 1927: Mehrfamilienwohnhaus-Bebauung Hohenzollernstraße / Hindenburgstraße  in Jülich[17]
- 1927–1929: Helene-Lange-Schule (Lyzeum) in Danzig (mit Albert Krüger)[18]
- 1928–1933: Universitäts-Frauenklinik in Berlin
- vor 1930: Mehrfamilienwohnhaus-Bebauung Heeresanger / Ringstraße in Danzig (mit Albert Krüger)[18]
- vor 1930: Pestalozzi-Doppelschule in Danzig (mit Albert Krüger)[18]
- vor 1930: städtebaulicher Entwurf für den Platz am Langgarter Tor in Danzig (mit Albert Krüger)[18]
- 1941/1942: Mausoleum für den Ex-Kaiser Wilhelm II. im Park von Haus Doorn, Niederlande

### Schriften
- Ostmarkbauten. Städtebau in einer Mittelstadt. Mit Fotos von Hugo Schmölz. Verlag Julius Hoffmann, Stuttgart 1925.
- Die Hochbauten der Reichsbahndirektion Köln. In: Köln. Bauliche Entwicklung 1888–1927. Berlin 1927, S. 124–126. Reprint: Köln 1987, ISBN 3-88375-965-4.
- Architektur, Architekten und Reichsbahn. In: Zentralblatt der Bauverwaltung. Nr. 44, 1928, S. 705–712 (zlb.de).
- Gustav Kaßbaum. In: Zentralblatt der Bauverwaltung. Nr. 32, 1929, S. 521 (zlb.de – Nachruf).
- Neue Baugedanken im alten Danzig. In: Zentralblatt der Bauverwaltung. Nr. 43, 1929, S. 693–704 (zlb.de).
- Neue Staatsbauten in Preußen. In: Zentralblatt der Bauverwaltung. Nr. 1, 1930, S. 3–12 (zlb.de).